# Vintilă Vodă
Vintilă Vodă è un comune della Romania di 3 233 abitanti, ubicato nel distretto di Buzău, nella regione storica della Muntenia.
Il comune è formato dall'unione di 9 villaggi: Bodinești, Coca-Antimirești, Coca-Niculești, Niculești, Petrăchești, Podu Muncii, Sârbești, Smeești, Vintilă Vodă.